# Pepe Ortiz Puga
José Ortiz Puga, más conocido como Pepe Ortiz, fue un matador de toros y actor de cine mexicano. Fue conocido como "el orfebre tapatío", dada su inventiva y creatividad para ejecutar el toreo de capote. Su legado se compone de un brillante abanico de quites, de entre los que destaca el quite de oro, la orticina, o la tapatía.

## Filmografía

### Actor
- The Littlest Outlaw (1955)
- Día tras día (1951)
- Maravilla del toreo (1943)
- Seda, sangre y sol (1942)
- La golondrina (1938)
- Cielito lindo (1936)
- El tigre de Yautepec (1933)

### Escritor
- Maravilla del toreo (1943)

### Compositor
- El tigre de Yautepec (1933)